# Давао-де-Оро
Давао-де-Оро (филипп. Davao de Oro) — провинция Филиппин в регионе Давао на о. Минданао. Сокращенно — Комвал. Административный центр — город Набунтуран.

## География
Провинция расположена в южной части острова Минданао, примыкает к заливу Давао. Граничит с провинциями Северный Давао на западе, Южный Агусан на севере и Восточный Давао на востоке.

## История
Провинция Долина Компостела была создана 31 января 1998 года, акт ратифицирован 7 марта того же года. Это третья из самых молодых провинций наряду с Островами Динагат и Замбоангой-Сибугей. 7 декабря 2019 года провинция Долина Компостела по результатам референдума была переименована в Давао-де-Оро.
В провинции почитается Арнольд Бахо, последователь Рисаля, защитник национальных меньшинств, который погиб в бою защищая бедных и обездоленных. В особенности он почитается в племени мандайя, которое сложило о нём легенду. Согласно их вере, Бахо вселился в статую бога и почитается в племени как бог.

## Население
Большинство населения здесь являются мигрантами из провинций Себу, Самар, Бохоль, и с других Висайских островов.
Национальные меньшинства: мансака, мандайя, мангуанганы, дибабавоны, аэта. Этнические группы аэта: талаингод, лангилан, матигсалуг. Многие жители говорят в этом районе на криоли, происшедшем от испанского языка (кинатсила).

## Административное деление
В административном отношении делится на 11 муниципалитет:
| №  | Муниципалитет (русс.) | Муниципалитет (ориг.) | Количество барангаи | Площадь, км² | Население, чел. (2010) |
| -- | --------------------- | --------------------- | ------------------- | ------------ | ---------------------- |
| 1  | Компостела            | (Compostela)          | 16                  | 321,00       | 74 168                 |
| 2  | Лаак                  | (Laak)                | 40                  | 947,06       | 72 000                 |
| 3  | Мабини                | (Mabini)              | 11                  | 412,25       | 35 308                 |
| 4  | Мако                  | (Maco)                | 37                  | 342,23       | 73 424                 |
| 5  | Марагусан             | (Maragusan)           | 24                  | 547,45       | 51 547                 |
| 6  | Маваб                 | (Mawab)               | 11                  | 169,52       | 34 656                 |
| 7  | Монкайо               | (Monkayo)             | 21                  | 692,89       | 103 263                |
| 8  | Монтевиста            | (Montevista)          | 20                  | 225,00       | 36 345                 |
| 9  | Набунтуран            | (Nabunturan)          | 28                  | 241,20       | 70 178                 |
| 10 | Нью-Батаан            | (New Bataan)          | 16                  | 553,15       | 46 568                 |
| 11 | Пантукан              | (Pantukan)            | 15                  | 553,15       | 70 035                 |

## Экономика
Основные направление хозяйства провинции — аграрное. Здесь производят рис, кокосы, бананы. Некоторые местности приспособлены для лова рыбы (тилапии, ханоса).
В провинции также есть золотоносные шахты.

## Туризм
- Марагусан: курорт Агуакан Айлэнд, пик Кандалага, ресторан «Небесный Сад» и пункты фитнеса;
- Новый Батаан: водопад Мануригао, Белый пик, курорт Андап Айлэнд;
- Набунтуран: пещеры Сан-Висенте, курорт Тойюзу Айлэнд;
- Магнага: курорт Пантукан-бич, отели;
- Мабини: курорт Бич-вью, курорт Манаклай-бич и одноимённый парк, курорты Берн-Бериозо-I и Берн-Бериозо-II;
- Монкайо: пещеры Кумбидан, парк октагон, гора Дивата-пик, река Агусан, водопад байло.

### Местные фестивали
- Карийяваан, муниципалитет Монкайо, 4 сентября.
- Симбаллай, Набунтуран, 3-я неделя декабря.
- Анибина Булаванон, 1-8 марта, годовщина провинции, посвящён культуре провинции.
- Буганихан, муниципалитет Компостела, 19-23 июня, день основания муниципалитета.
- Диванаг, Монтевиста, декабрь.
- Каймунан, Мако, 4-я неделя июня, празднество в честь Матери Неустанной Помощи.
- Пьягсавитан, Марагусан, 25 ноября, привязан ко дню Благодарения, сопровождается уличными танцевальными соревнованиями.